# 나영철
나영철(羅??, 1971년 10월 30일 ~ )은 전 KBO 리그 야구 선수의 투수이다.

## 출신학교
- 1987년 ~ 1990년 : 경남상업고등학교 (現 부경고등학교)
- 1990년 ~ 1991년 : 단국대학교 (1990학번)